# The Champs
Ne doit pas être confondu avec The Champ.

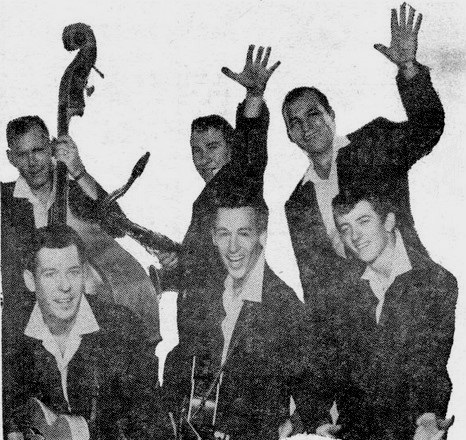
Photo publicitaire de The Champs publiée en 1958.

The Champs est un groupe américain de rock and roll formé en 1957 à Los Angeles. Il est particulièrement connu pour son succès Tequila qui a été vendu à plus de 6 millions d'exemplaires et a reçu un Grammy Award de la meilleure chanson R&B en 1958.

## Membres
- Chuck Rio - saxophone, voix
- Dave Burgess - guitare
- Dale Norris - guitare, claviers
- Bobby Morris - basse
- Dean McDaniel - basse
- Gen Alden - batterie
- Paul C Saenz - guitare
- Benjamin Van Norman - basse

Ont également fait partie du groupe Glen Campbell, Jerry Cole et Seals and Crofts.
La dernière formation des Champs, en 1965, comprenait Johnny Trombore (coauteur de certaines chansons avec Jimmy Seals), Maurice Marshall, Dash Crofts, le bassiste Curtis Paul et le remplaçant de Seals au saxophone, Keith MacKendrick.

## Singles
| Année | Titre              | Classement dans les charts | Classement dans les charts | Classement dans les charts |
| Année | Titre              | US                         | US R&B                     | UK                         |
| ----- | ------------------ | -------------------------- | -------------------------- | -------------------------- |
| 1958  | Tequila            | 1                          | 1                          | 5                          |
| 1958  | El Rancho Rock     | 30                         | 10                         | —                          |
| 1958  | Chariot Rock       | 59                         | —                          | —                          |
| 1958  | Midnighter         | 94                         | —                          | —                          |
| 1960  | Too Much Tequila   | 30                         | —                          | 49                         |
| 1960  | The Little Matador | —                          | —                          | —                          |
| 1962  | Tequila Twist      | 99                         | —                          | —                          |
| 1962  | Limbo Rock         | 40                         | —                          | —                          |
| 1962  | Limbo Dance        | 97                         | —                          | —                          |
| 1987  | Tequila            | —                          | —                          | 82                         |